# Icius faker
Icius faker (лат.) — вид пауков-скакунчиков рода Icius из подсемейства Salticinae (Salticidae). Эндемик Китая (Тибетский автономный район).

## Этимология
Видовой эпитет дан в честь южнокорейского компьютерного игрока Сан Хёк Ли (이상혁; Sang-hyeok Lee), чей псевдоним Faker и который является профессиональным киберспортсменом в игре League of Legends. Его стремление к победе вдохновляло первого автора во время изучения пауков-скакунчиков.

## Распространение
Эндемик Китая: Тибетский автономный район, уезд Ринбунг, Unity Park (团ȅȓ园), 29.3140°N, 90.2683°E, голотип найден на высоте 3835 м.

## Описание
Мелкие пауки-скакунчики, длина карапакса голотипа 1,94 мм (ширина 1,46), длина брюшка 2,16 мм (ширина 1,56 мм). Формула ног 1432. Карапакс темно-коричневый, с немногими чешуйками. Хелицеры черные, с двумя промаргинальными и одним ретромаргинальным зубцами. Нога I черная, остальные ноги светлее. Бедро I с рядом жестких волосков у дистального края пролатеральной поверхности, вместе с линией длинных жестких волосков, вместе с линией длинных жестких волосков вдоль латерального края глазной области на карапаксе, вероятно, функционирующих как стридуляционный аппарат.